# Meyer Howard Abrams
Meyer Howard Abrams (23. července 1912 – 15. dubna 2015) byl americký literární teoretik židovského původu. Od roku 1945 byl profesorem Cornell University. Znám je především svými pracemi věnovanými romantismu, k nejznámějším patří kniha The Mirror and the Lamp. Byl editorem známé učebnice The Norton Anthology of English Literature. K jeho žákům patřili například Harold Bloom či Eric Donald Hirsch. Roku 2012 se dožil sta let.
Všechna literární díla, beletristická i vědecká, mohou být dle Abramse zařazena do jedné ze čtyř kategorií:
- mimetické teorie – soustřeďují se na vztah autora a "Vesmíru"
- pragmatické teorie – soustřeďují se na vztah autora a čtenáře, příjemce
- expresivní teorie – soustřeďují se na vztah autora a díla
- objektivní teorie – soustřeďují se na vnitřní strukturu díla, na jeho "uzavřenost" (konzistence, přesnost, ověřitelnost, formální pravidla atp.)